# Banda india
En Canadá, una banda o banda india (en francés: bande indienne), a veces denominada banda de las Naciones Originarias (en francés: bande de la Première Nation) o simplemente una Nación Originaria, es la unidad básica de gobierno para aquellos pueblos sujetos a la Ley Indígena (es decir, estatus de indios o Naciones Originarias). Las bandas suelen ser grupos pequeños de personas: la más grandes del país, la Nación Originaria de Six Nations en el Río Grande, tenía 22,294 miembros en septiembre de 2005, aunque muchas tienen menos de 100 miembros. Cada Nación Originaria suele estar representada por un consejo de banda (en francés: conseil de bande) presidido por un jefe electo y, a veces, también por un jefe hereditario. En 2013, había 614 bandas en Canadá. En la mayoría de los casos, la membresía en una banda se obtiene al inscribirse en el Registro Indio que mantiene el gobierno. En 2013, había 253 Naciones Originarias que tenían sus propios criterios de membresía, por lo que no todos los indios con estatus son miembros de una banda.
Las bandas pueden unirse en agrupaciones regionales más grandes llamadas consejos tribales. Un consejo de tratado, o asociación de tratados, tiene un significado adicional e históricamente en la mayoría de las provincias representa grupos signatarios de áreas de tratados. Columbia Británica es una excepción ya que los tratados en la mayor parte de la provincia no se han completado. Allí se han formado consejos de tratados para negociar futuras reclamaciones. Otro tipo de organización emergente en Columbia Británica es el consejo de jefes, como el Consejo de Jefes St'át'timc. Estos consejos unen a bandas que no están incluidas en los consejos tribales con aquellas que sí lo están.

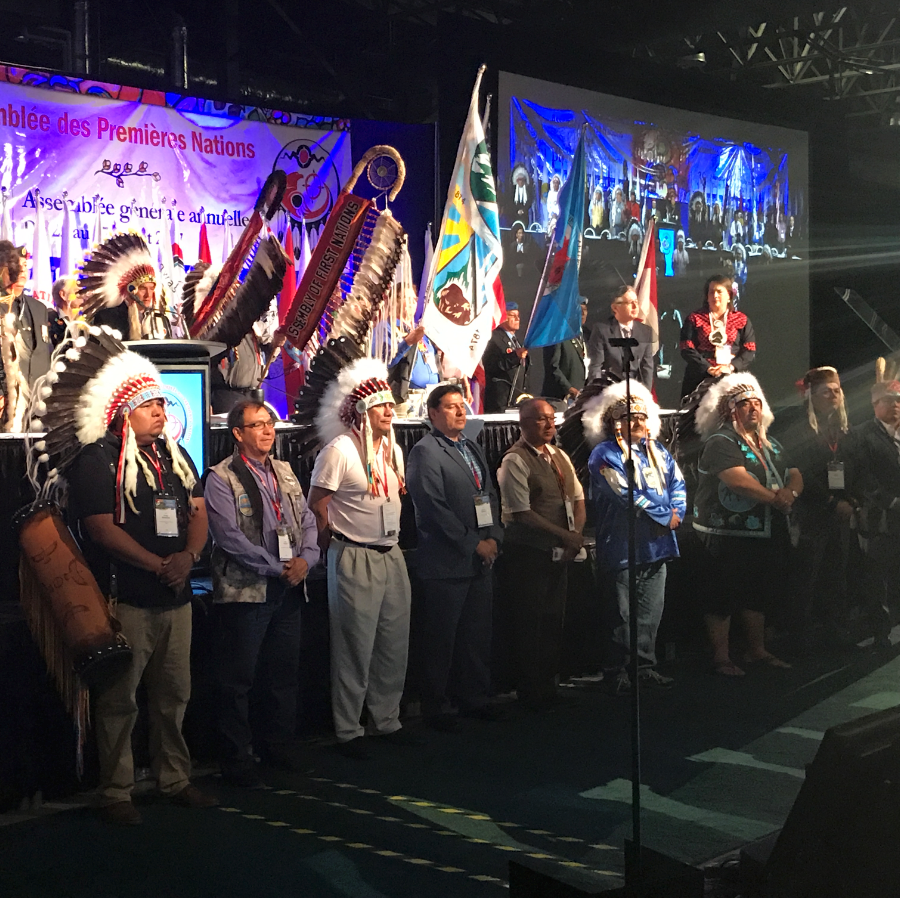
Asamblea de las Naciones Originarias

Las bandas también suelen pertenecer a uno o más tipos de consejos provinciales u organizaciones similares. También pertenecen a la Asamblea de las Naciones Originarias (anteriormente llamada Hermandad de los Indios Nativos), presidida por un líder elegido por las bandas, cada jefe tiene un voto. Las bandas son, hasta cierto punto, el órgano rector de sus reservas indias. Muchas Naciones Originarias también tienen grandes poblaciones fuera de las reservas a quienes el gobierno de la banda representa; incluso pueden tratar con no miembros que viven en reserva o trabajan para la banda.
Los indios sin estatus, los métis y los inuit no forman parte del sistema de gobiernos de banda y reservas. Ésta es una de las principales diferencias entre su situación jurídica y social en relación con el gobierno federal y la de las Naciones Originarias gobernadas por consejos de bandas. Los tribunales han dictaminado que la referencia constitucional a los "indios" ( artículo 91(24) de la Ley constitucional de 1867) se aplica a los inuit (Referencia a los esquimales 1939), así como a los métis y a los indios sin estatus (Daniels v. Canadá 2013), pero las relaciones de estos grupos con el gobierno federal no se rigen por los términos de la Ley Indígena.

## Bandas
En Canadá, el gobierno electo de un grupo de Naciones Originarias está formado por un jefe y consejeros. Muchas bandas, especialmente en Columbia Británica, controlan múltiples reservas indias, es decir, múltiples parcelas de tierra. Aunque las bandas tienen un control considerable sobre las tierras de su reserva, legalmente ni la banda misma ni sus miembros poseen títulos de propiedad aborígenes. Más bien, La Corona mantiene la tierra en fideicomiso para la banda.
El término banda está históricamente relacionado con el término antropológico de sociedad de banda, pero como unidad jurídica y administrativa la banda no tiene por qué corresponder a una banda en este sentido. Algunas bandas obtienen sus miembros de dos o más grupos étnicos debido a la alteración de las costumbres tradicionales por la colonización y/o la conveniencia administrativa de Canadá, o por alianzas consensuales entre dichos grupos, algunas de ellas anteriores a la Ley Indígena.
El funcionamiento de una banda está controlado por la Ley Indígena, la legislación que define la posición del registro indio. El gobierno de la banda está controlado por un concejal principal y un consejo. El número de concejales viene determinado por el número de integrantes de la banda, con un mínimo de dos, además del concejal jefe. La Ley Indígena específica los procedimientos para la elección del concejal principal y del consejo. Algunas bandas hacen uso de una disposición política llamada "elección personalizada", que les permite eximirse de estos requisitos para seguir procedimientos tradicionales para la elección de líderes. Este es un tema controversial. Sus defensores argumentan que permite a las Naciones Originarias adaptar el sistema definido a sus tradiciones, pero a veces esto significa que los líderes "hereditarios" se convierten en consejeros principales. Los opositores argumentan que los sistemas personalizados frecuentemente no son tradicionales y que, tradicionales o no, son injustos y antidemocráticos y tienen el efecto de preservar el poder de los grupos corruptos. En muchos casos excluyen a las mujeres y también excluyen a los líderes hereditarios. El término "Jefe" se refiere a un consejero principal: este individuo no es necesariamente un jefe o líder hereditario, aunque algunos lo son.
Aunque la política actual de las Relaciones Corona-Indígenas y Asuntos del Norte de Canadá (CIRNAC) es tratar a los gobiernos de las bandas como principalmente autónomos, según la Ley Indígena, las resoluciones del consejo de las bandas no tienen efecto a menos que sean respaldadas por el ministro de Relaciones Corona-Indígenas.
Además del sistema de jefes y consejos exigido por la Ley Indígena, algunas bandas tienen un sistema de gobierno tradicional que conserva una influencia considerable. En algunos casos los dos sistemas han llegado a un acuerdo, como en el caso de la Oficina de los Jefes Hereditarios de los Wet'suwet'en.

## Consejo tribal
Dos o más bandas pueden unirse para formar un consejo tribal. Los consejos tribales no tienen estatus independiente; obtienen sus poderes enteramente las bandas participantes. Los poderes que se delegan al consejo tribal y los servicios que éste proporciona de forma centralizada varían según los deseos de las bandas miembros.

## Grupos sin estatus
También hay grupos organizados de ascendencia india cuyo estatus no es reconocido por Canadá. Estos son a menudo descendientes de bandas que Canadá considera extintas. Estos grupos no tienen existencia oficial pero, no obstante, pueden tener cierto grado de organización política. Como ejemplo, los Sinixt, que ahora tienen su base principalmente en el estado de Washington como parte de las Tribus Confederadas de la Reserva Colville, tienen un pequeño grupo de representantes con base en Vallican, Columbia Británica. Son un grupo políticamente activo sin un gobierno de banda legalmente reconocido en Canadá. Algunos de sus miembros tienen un estatus tribal indio reconocido a nivel federal (en los EE. UU.) y reclamos de tierras en Columbia Británica.

## Organizaciones nacionales
Además de los consejos tribales y las organizaciones de servicios con fines especiales, las bandas pueden formar organizaciones más grandes. La más grande es la Asamblea de las Naciones Originarias (AFN), que representa a los jefes de más de 600 bandas en toda Canadá. También hay algunas organizaciones regionales. Al Jefe de la AFN se le conoce como Jefe Nacional. La AFN también cuenta con un Vicedirector para cada región.

## Organismos provinciales y territoriales
En Columbia Británica, la Cumbre de las Naciones Originarias representa a 203 grupos de la provincia que están involucrados en negociaciones de tratados con Canadá y Columbia Británica. Una organización más antigua, la Unión de Jefes Indios de Columbia Británica, representa a las bandas que rechazan el actual Proceso del Tratado de Columbia Británica. Algunas bandas pertenecen a ambos. En Ontario, los Jefes de Ontario actúan como organización a nivel provincial; en Saskatchewan, la agrupación a nivel provincial es la Federación de Naciones Indígenas Soberanas.

## Inuit y métis

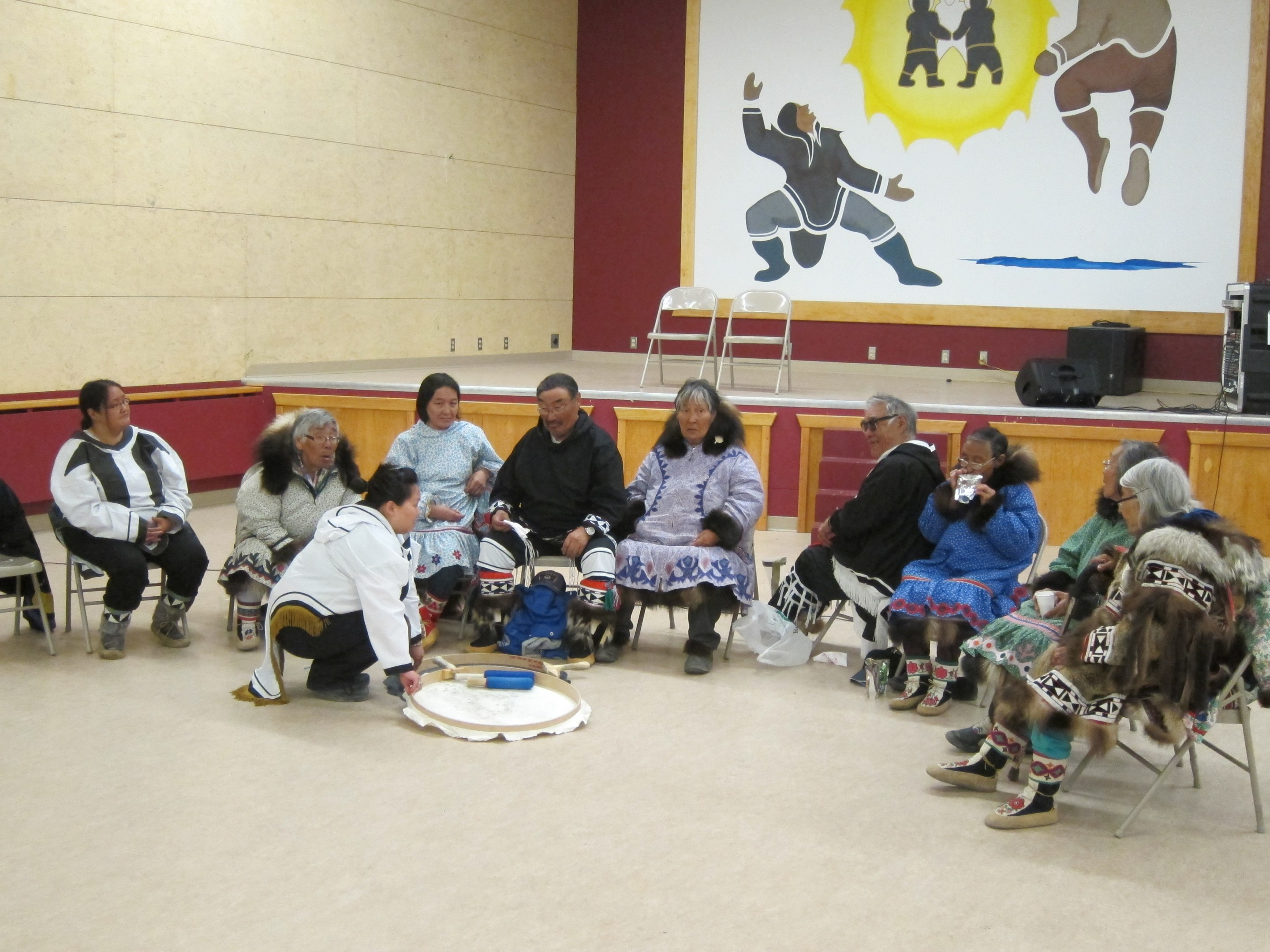
Grupo de inuits

Desde un punto de vista constitucional, no todos los pueblos indígenas son pueblos de las Naciones Originarias. Además de los indios, la Constitución (artículo 35.2) reconoce otros dos grupos indígenas: los inuit y los métis. La organización nacional inuit es Inuit Tapiriit Kanatami. El territorio autónomo de Nunavut está habitado principalmente por inuit. 
El estatus de los métis sigue sin resolverse, pero ha sido objeto de negociaciones desde principios del siglo XXI, que dieron como resultado el Acuerdo Marco de la Nación Métis entre varias organizaciones métis y Canadá.